# Medibank International 2011
Il Medibank International Sydney 2011 è stato un torneo di tennis giocato sul cemento.
È stata la 119ª edizione del torneo, dal 2009 conosciuto come Medibank International Sydney facente parte sia dell'ATP World Tour 250 series nell'ambito dell'ATP World Tour 2011 che del Premier nell'ambito del WTA Tour 2011. Sia le donne che gli uomini hanno giocato nell'impianto di NSW Tennis Centre a Sydney in Australia dal 9 al 15 gennaio 2011.

## Partecipanti WTA

### Teste di serie
| Nazionalità | Giocatrice          | Ranking | Testa di serie* |
| ----------- | ------------------- | ------- | --------------- |
| Danimarca   | Caroline Wozniacki  | 1       | 1               |
| Russia      | Vera Zvonarëva      | 2       | 2               |
| Belgio      | Kim Clijsters       | 3       | 3               |
| Australia   | Samantha Stosur     | 6       | 4               |
| Italia      | Francesca Schiavone | 7       | 5               |
| Serbia      | Jelena Janković     | 8       | 6               |
| Bielorussia | Viktoryja Azaranka  | 10      | 7               |
| Cina        | Li Na               | 11      | 8               |

* Le teste di serie sono basate sul ranking al 3 gennaio 2011.

### Altre partecipanti
Le seguenti giocatrici hanno ricevuto una wildcard per il tabellone principale:
- Dominika Cibulková
- Daniela Hantuchová
- Jelena Dokić
- Anastasija Rodionova

Le seguenti giocatrici sono passate dalle qualificazioni:

- Lucie Hradecká
- Bojana Jovanovski
- Ekaterina Makarova
- Virginie Razzano
- Sandra Záhlavová
- Barbora Záhlavová-Strýcová

La seguente giocatrice ha ottenuto un posto nel tabellone principale come lucky loser:
- Sybille Bammer

## Partecipanti ATP

### Teste di serie
| Nazionalità   | Giocatore              | Ranking | Testa di serie* |
| ------------- | ---------------------- | ------- | --------------- |
| Stati Uniti   | Sam Querrey            | 18      | 1               |
| Cipro         | Marcos Baghdatis       | 20      | 2               |
| Lettonia      | Ernests Gulbis         | 24      | 3               |
| Serbia        | Viktor Troicki         | 30      | 4               |
| Francia       | Richard Gasquet        | 29      | 5               |
| Spagna        | Feliciano López        | 32      | 6               |
| Spagna        | Guillermo García López | 33      | 7               |
| Taipei cinese | Lu Yen-hsun            | 35      | 8               |

* Le teste di serie sono basate sul ranking al 3 gennaio 2011.

### Altri partecipanti
I seguenti giocatori hanno ricevuto una wildcard per il tabellone principale:
- Juan Martín del Potro
- Matthew Ebden
- James Ward

I seguenti giocatori sono passati dalle qualificazioni:

- Igor' Andreev
- Frederico Gil
- Chris Guccione
- Bernard Tomić

## Campioni

### Singolare maschile
Gilles Simon ha battuto in finale  Viktor Troicki per 7–5, 7–6(4).
- È il 1º titolo dell'anno per Simon, l'8° della sua carriera.

### Singolare femminile
Li Na ha battuto in finale  Kim Clijsters per 7–6(3), 6–3.
- È il 1º titolo dell'anno per Li Na, il 4° della sua carriera.

### Doppio maschile
Lukáš Dlouhý /  Paul Hanley hanno battuto in finale  Bob Bryan /  Mike Bryan con il punteggio di 6(6)–7, 6–3, [10–5].

### Doppio femminile
Iveta Benešová /  Barbora Záhlavová-Strýcová hanno battuto in finale  Květa Peschke /  Katarina Srebotnik con il punteggio di 4–6, 6–4, [10–7].